# Liu Lizhe
Liu Lizhe –en xinès, 劉麗哲– (28 de setembre de 1975) és una esportista xinesa que va competir en judo, guanyadora d'una medalla de plata al Campionat Asiàtic de Judo de 1995 en la categoria de –61 kg.

## Palmarès internacional
| Campionat Asiàtic | Campionat Asiàtic   | Campionat Asiàtic | Campionat Asiàtic |
| Any               | Lloc                | Medalla           | Categoria         |
| ----------------- | ------------------- | ----------------- | ----------------- |
| 1995              | Nova Delhi ( Índia) | 2                 | –61 kg            |